# Carlo Paalam
Carlo Paalam (Talakag, 16 luglio 1998) è un pugile filippino.

## Biografia
Nato nella municipalità di Talakag, nella provincia di Bukidnon, cresce in un contesto di povertà estrema dovendo scavare tra i rifiuti del barangay Carmen di Cagayan de Oro – dove il padre Peo Rio, in cerca di opportunità, si era trasferito coi figli a seguito della separazione con la moglie – per trovare materiali da recupero. Inizia a praticare il pugilato all'età di sette anni, su consiglio di un vicino di casa che ne aveva notato il potenziale, aiutando poi la famiglia con il ricavato delle proprie borse.
Iscrittosi al programma di allenamento di boxe della città di Cagayan, si unisce poi alla squadra nazionale di pugilato nel 2013.
Frequenta l'Università di Baguio dell'omonima città.

## Carriera
Rappresenta le Filippine ai Campionati giovanili asiatici AIBA e successivamente ai mondiali giovanili del 2016. L'anno seguente è ai Giochi del Sud-est asiatico di Kuala Lumpur, dove tuttavia non arriva alla zona medaglie.
Nel 2018 vola a Giacarta in occasione dei Giochi asiatici di quell'anno, dove batte in successione il cinese di Taipei Tu (5-0) e il kazako Zhussupov (4-1), prima di arrendersi in semifinale contro l'indiano e futuro oro Panghal (2-3), conquistando così la medaglia di bronzo nei minimosca. 
Partecipa anche ai Giochi del Sud-est asiatico di Manila 2019, dove si fregia della medaglia d'oro battendo in finale l'indonesiano Langu.
Successivamente ottiene la qualificazione al torneo dei pesi mosca dei Giochi olimpici di Tokyo 2020 grazie al ranking attribuitogli dalla Task Force pugilistica del Comitato Olimpico Internazionale (IOC Boxing Task Force): è uno dei quattro pugili della fortunata delegazione filippina di diciannove atleti, assieme ai colleghi Marcial (bronzo nei medi), Magno e Petecio (vicecampionessa nei piuma). Dopo aver eliminato durante il suo cammino il campione olimpico in carica Zoirov, raggiunge a sorpresa la finale del 7 agosto dove è tuttavia battuto ai punti dal britannico Yafai. L'argento di Paalam, aggiunto alle altre due medaglie nel pugilato e all'oro della sollevatrice Diaz, consentono alle Filippine di ottenere il suo miglior risultato ai Giochi sino ad allora. Per i meriti sportivi raggiunti, al pugile ventitreenne è più tardi riconosciuto un premio di circa 17 milioni di pesos, provenienti dal governo filippino e da un consorzio di aziende private del Paese.

### Principali incontri disputati
Statistiche aggiornate al 7 agosto 2021.
| Evento          | Edizione               | Categoria            | Sedicesimi                  | Ottavi                      | Quarti                          | Semifinale                 | Finale                   | Pos. | Note |
| --------------- | ---------------------- | -------------------- | --------------------------- | --------------------------- | ------------------------------- | -------------------------- | ------------------------ | ---- | ---- |
| Giochi asiatici | Giacarta-Palmbang 2018 | Moscaleggeri (49 kg) | N.D.                        | Tu Po-wei ( TPE) V 5-0      | Temirtas Zhussupov ( KAZ) V 4-1 | Amit Panghal ( IND) P 2-3  | non qualificato          |      |      |
| Olimpiadi       | Tokyo 2020             | Mosca (52 kg)        | Brendan Irvine ( IRL) V 4-1 | Mohamed Flissi ( ALG) V 5-0 | Shahobiddin Zoirov ( UZB) V 4-0 | Ryomei Tanaka ( JPN) V 5-0 | Galal Yafai ( GBR) P 1-4 |      |      |